# Rhynchotus
Rhynchotus là một chi chim trong họ Tinamidae.

## Các loài
Các loài trong chi này gồm:
- Rhynchotus rufescens, phân bố ở bắc và trung Argentina, Brasil, trừ phần phía tây, Paraguay, Colombia, và đông nam Peru,[2] and possibly in Uruguay[3]
  - R. rufescens rufescnes, đông nam Peru, Bolivia, Paraguay, đông nam Brasil, và đông bắc Argentina.[2]
  - R. rufescens catingae, trung và đông nam Brasil[2]
  - R. rufescens pallascens, đông bắc Argentina[2]
- Rhynchotus maculicollis, ở Andes tây bắc Argentina và Bolivia.[2]